# Départ de Jérusalem en chemin de fer
Pour plus de détails, voir Fiche technique et Distribution.
Départ de Jérusalem en chemin de fer est un film français réalisé par Alexandre Promio en 1896, sorti en 1897.

## Synopsis
(La caméra est installée à l'arrière d'un train, sans doute sur la plateforme de serrage du frein de secours. Elle est axée sur le quai, et l'on ne voit donc rien du train lui-même. On ne voit que les rails et le quai qui défilent.)
Le train quitte la gare de Jérusalem, creusée dans la roche brute. Sur le quai, des Européens saluent en direction de l'objectif de la caméra. Ils saluent Alexandre Promio, mais comme on ne voit l'opérateur à aucun moment, ce n'est pas un plan subjectif, il y a seulement un regard caméra, procédé ou incident déjà éprouvé dans des films antérieurs. On peut constater que sur le quai, les différentes catégories de la population de Jérusalem sont séparées l'une de l'autre, reconnaissables à leurs vêtements. On voit ainsi d'abord le groupe d'Européens (ou plutôt d'Occidentaux), puis un groupe de Palestiniens musulmans, puis un autre de Palestiniens juifs.

## Fiche technique
- Titre : Départ de Jérusalem en chemin de fer
- Réalisation : Alexandre Promio
- Production : Société Lumière
- Durée : 43 secondes conservées
- Format : 35 mm à 2 rangées de 1 perforation ronde Lumière par photogramme, noir et blanc, muet
- Pays :  France

## Analyse
Alexandre Promio est l'un des opérateurs formés par Louis Lumière, que la Société Lumière envoie dans le monde entier à partir de 1896 pour ramener des « vues photographiques animées », ainsi que les frères lyonnais appellent les bobineaux de pellicule impressionnés. Le 25 octobre 1896, Promio est à Venise et il lui vient l'idée de prendre une vue depuis une gondole s'avançant dans le Grand Canal. Les Lumière étant des patrons quelque peu irascibles, il envoie d'abord un télégramme pour être autorisé à faire ce genre de prise de vues originale, qui n'obéit à aucune des recommandations officielles de stabilité du cadrage. Louis Lumière répond favorablement et Promio ramène ce qui est le premier travelling avant du cinéma. Les Lumière baptisent cet effet : « Panorama Lumière », qui rencontre un beau succès auprès des journalistes et du public. 
Alexandre Promio, ainsi que d'autres opérateurs, rapportent des vues semblables. Tout ce qui peut porter et déplacer la caméra et l'indispensable opérateur, est mis à contribution. Le train fait partie de ces moyens.